# 中沢夏美
中沢 夏美（なかざわ なつみ、1976年7月10日 - ）は、日本の女性元プロキックボクサー兼プロボクサー。不動館所属。

## 来歴
1998年6月4日、後楽園ホールで行われたシュートボクシング協会主催の「S・K-XX (DOUBLE CROSS) 2nd」で、元IKBO世界フライ級王者の中村ルミ（後の協栄ボクシングジムトレーナー）を0-2（49-50、49-49、48-50）判定で下し、ジュニアフライ級タイトルを獲得。
1999年10月5日、「第3回日本女子ボクシング大会・ミニフライ級王座決定戦 〜LADY GO!〜」で行われたボクシング初代日本女子ミニフライ級王者決定戦で、高野由美を10R判定3-0で下し初代王者となった。